# Giuseppe Talamo
Giuseppe Talamo (né en 1925 à Naples et mort le 25 mai 2010 à Rome) est un historien italien, spécialiste de la période du Risorgimento, qui fut recteur de l'université de Rome « La Sapienza » en 1987-1988 et président de l'Istituto per la storia del Risorgimento.  

## Œuvres
- Storia e cultura nel Risorgimento italiano, Archivio Guido Izzi, « Biblioteca dell'Archivio », 369 p., Rome, 1993
- Attraverso il Risorgimento e l’Italia unita, Firenzelibri, 2007